# René Ribière
Pour les articles homonymes, voir Ribière.
Pour les autres membres de la famille, voir Famille Ribière.
René Ribière, né le 21 janvier 1922 à Paris 16e et mort le 25 décembre 1998 à Imola en Italie, est un homme politique et haut fonctionnaire français. Il est député gaulliste de Seine-et-Oise et puis du Val-d'Oise après la création du département. Il reste dans l'Histoire pour avoir disputé, et perdu, le dernier duel connu de l'Histoire de France.

## Biographie
Élève au lycée Janson-de-Sailly, il fait son droit à Paris et à Aix-en-Provence. Sous-préfet de Gironde, à Lesparre, depuis 1946, membre du RPF dès la fondation du mouvement gaulliste, il est révoqué pour avoir assisté en tenue à une manifestation du RPF. Il appartient dès lors au secrétariat général du mouvement gaulliste. Il est délégué régional de 1947 à 1951. Il est appelé en juin 1958 comme chargé de mission au cabinet du général de Gaulle, alors président du Conseil, et participe à la préparation des législatives de novembre 1958. Préfet hors cadres (1958) à la retraite (1966), il est élu député UNR de Seine-et-Oise en 1958 et réélu jusqu'en 1978, toujours sous l'étiquette gaulliste. Démissionnaire de l'UDR, il siège comme non inscrit entre 1974 et 1978. La carrière parlementaire de René Ribière s'achève en 1978. Non réinvesti par le RPR auquel il a adhéré, il est battu dès le 1er tour. Il est décoré de la croix de guerre 39-45.
Il est le fils de Marcel (II) Ribière, conseiller d’État, préfet et député, et le petit-fils du député Marcel (I) Ribière (1860-1922), ce dernier ayant également participé à un duel en 1910.

## Le duel
Le 21 avril 1967, il dispute et perd le dernier duel pour l'honneur de l'Histoire de France contre Gaston Defferre, alors maire de Marseille et qui est à l'époque président du groupe socialiste, avec qui il a eu un différend dans l'hémicycle de l'Assemblée nationale. Gaston Defferre interpelle son collègue, qui s'agite sur son banc, et lui crie : « Taisez-vous, abruti ! » Un peu plus tard, dans la salle des Quatre-Colonnes, Gaston Defferre refuse de retirer son injure et René Ribière lui envoie ses témoins et demande réparation par le fer (en l'occurrence l'épée). Le duel a lieu dans une résidence privée de Neuilly-sur-Seine et est arbitré par le député gaulliste de gauche Jean de Lipkowski. Gaston Defferre rejette les épées « limées » qu'on lui propose et refuse que l'on s'arrête au premier sang. Manquant d'expérience et devant se marier le lendemain, René Ribière est blessé une première fois, mais demande la reprise du combat. Après une seconde estafilade, Defferre consent finalement à ce que l'arbitre du combat y mette fin,.